# Finkenhain (Dipperz)
Finkenhain ist ein Ortsteil der Gemeinde Dipperz im osthessischen Landkreis Fulda. Mit rund 70 Einwohnern ist er einer der beiden kleinsten Ortsteile.

## Geographische Lage

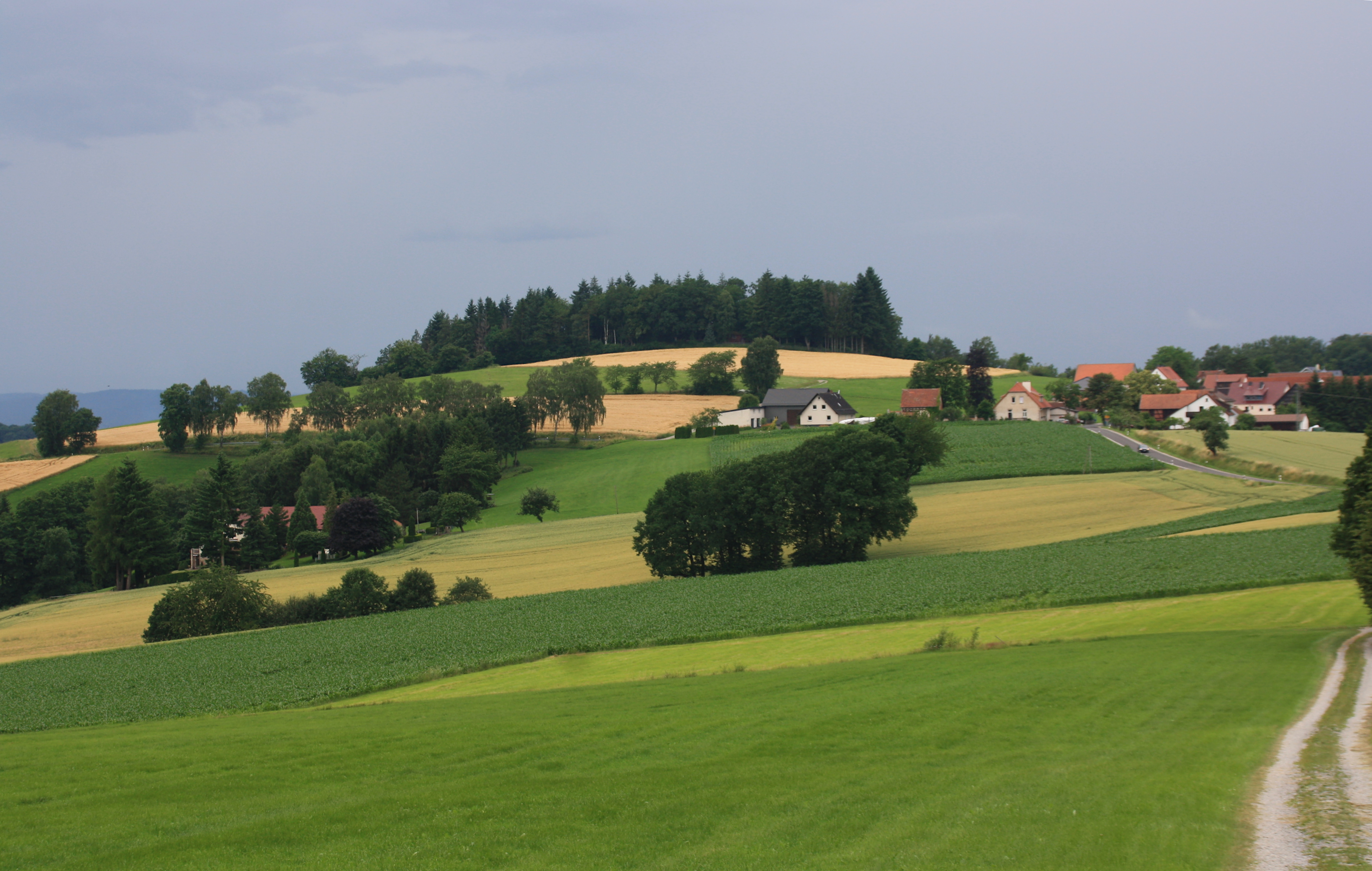
Schnegelsberg und Finkenhain

Finkenhain ist rund drei Kilometer vom Kernort Dipperz entfernt und liegt südöstlich davon an der nur wenig bewaldeten Kuppe des Schnegelsbergs (509,6 m) in der Rhön. Die Gegend gehört zum Talsystem der Wanne, einem rechten östlichen Zufluss der Haune. Die Gemarkungsfläche beträgt 233 Hektar (1961), davon sind 32 Hektar bewaldet.

## Geschichte
Finkenhain wurde am 1. Juli 1850 aus Teilen von Friesenhausen neu gebildet. Der Ort bestand 1856 aus den Höfen Mordgraben, Finkberg, Gigenberg, Kohlberg, Steinwandhöfe, Birkenhof und Stöckeshof.
Im Zuge der Gebietsreform in Hessen verloren letzte kleine Gemeinden wie Finkenhain kraft Gesetzes ihre Eigenständigkeit. So wurden mit Wirkung vom 1. August 1972 die Gemeinden Armenhof, Dipperz, Dörmbach, Finkenhain, Friesenhausen, Kohlgrund, Wisselsrod und Wolferts zu einer Gemeinde mit dem Namen Dipperz zusammengeschlossen.

## Verkehr
Durch Finkenhain führt die Kreisstraße 21, von der am östlichen Ortsrand die K 24 abzweigt.